# 圣乔治迪罗赛
圣乔治迪罗赛（法語：Saint-Georges-du-Rosay，法語發音：[sɛ̃ ʒɔʁʒ dy ʁozɛ]）是法国萨尔特省的一个市镇，属于马梅尔斯区。

## 地理
圣乔治迪罗赛（48°12'0"N, 0°30'7"E）面积17.31 平方千米，位于法国卢瓦尔河地区大区萨尔特省，该省份为法国西北部内陆省份，北起顺时针与奥恩省、厄尔-卢瓦省、卢瓦-谢尔省、安德尔-卢瓦尔省、曼恩-卢瓦尔省和马耶讷省接壤，是法国大西部的入口，连接卢瓦尔河谷、布列塔尼和巴黎盆地。
与圣乔治迪罗赛接壤的市镇（或旧市镇、城区）包括：博内塔布勒、拉博斯、德欧、圣欧班德库德赖、圣但尼德库德赖。
圣乔治迪罗赛的时区为UTC+01:00、UTC+02:00（夏令时）。

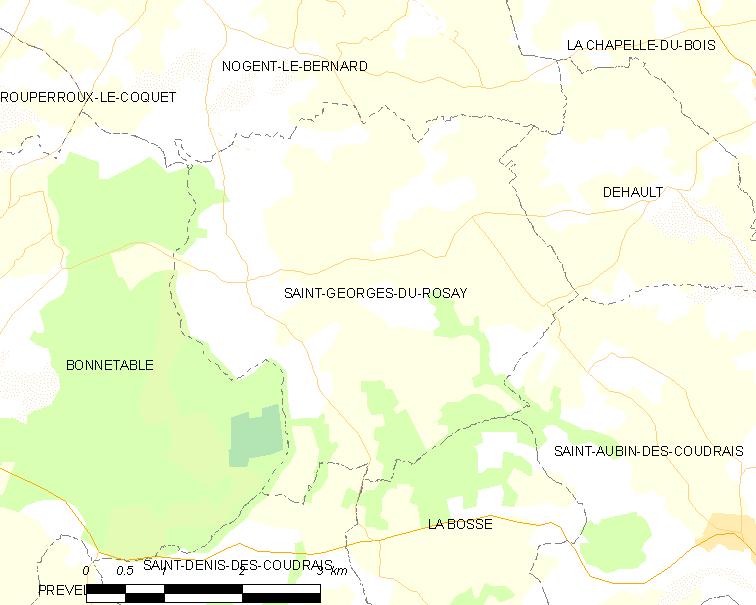
圣乔治迪罗赛的OSM定位图

## 行政
圣乔治迪罗赛的邮政编码为72110，INSEE市镇编码为72281。

## 政治
圣乔治迪罗赛所属的省级选区为博内塔布勒县。

## 人口

1962-2008年间圣乔治迪罗赛人口变化图示

圣乔治迪罗赛于2022年1月1日时的人口数量为450人。